# Exidiaceae

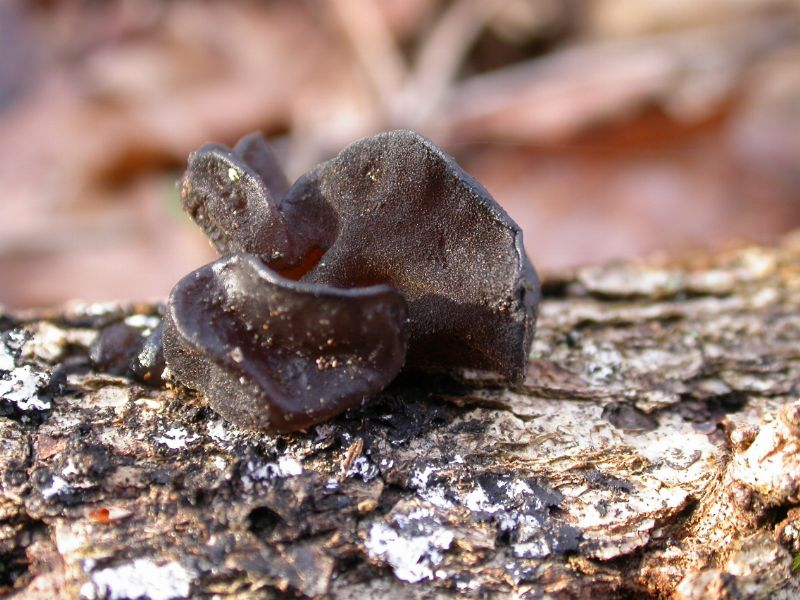
Exidia glandulosa appartenait à cette famille

Les Exidiaceae étaient une famille de champignons (Fungi) basidiomycètes de l'ordre des Tremellales. 

## Liste des genres
- Basidiodendron
- Bourdotia
- Ceratosebacina
- Craterocolla
- Ditangium
- Ductifera
- Efibulobasidium
- Eichleriella
- Endoperplexa
- Exidiopsis
- Exidia - genre type
- Fibulosebacea
- Flahaultia
- Guepinia
- Heterochaete
- Heteroscypha
- Microsebacina
- Opadorhiza
- Patouillardina
- Protodaedalea
- Protohydnum
- Protomerulius
- Pseudohydnum
- Pseudostypella
- Renatobasidium
- Sebacina
- Serendipita
- Stypella
- Tremellacantha
- Tremellodendron
- Tremelloscypha
- Tremiscus